# Cobra Golf
Cobra Golf är en amerikansk tillverkare av golfutrustning. Bolaget är för närvarande ett dotterbolag till det tyska företaget Puma AG, som i sin tur är en del av det franska holdingbolaget Kering.

## Sponsorsavtal
Cobra hade en framgångsrik relation med den förre världsettan Greg Norman.
I februari 2014 undertecknade Cobra Golf ett flerårigt partnerskap med Honda Classic på PGA-touren, vilket gör det till en av de ledande sponsorerna av eventet.
PGA- och Europa-tourer

- Rickie Fowler
- Bryson DeChambeau
- Johan Edfors
- Jason Gore
- Jesper Parnevik
- Diego Velásquez
- David Feherty
- Jonas Blixt

LPGA-touren
- Anna Nordqvist
- Blair O'Neal
- Lexi Thompson

## Golfklubbor
Drivers
- Cobra Fly-Z
- Cobra King F6
- Cobra F6+
- Cobra BiO Cell
- Cobra ZL Encore
- Cobra Long Tom
- Cobra Amp
- Cobra Amp Cell
- Cobra S3 Special Edition (vit)
- Cobra S3
- Cobra S3 Max
- Cobra Limited Edition ZL Driver (vit)
- Cobra S2 SN
- Cobra S2 OS
- Cobra S9-1 Pro D
- Cobra ZL
- Cobra S9-1 Pro S
- Cobra S9-1 F Speed
- Cobra S9-1 M Speed
- Cobra 2008 Speed LD
- Cobra L4V
- Cobra L5V
- Cobra Speed Pro

Träklubbor
- Cobra BiO Cell
- Cobra Amp Fairway
- Cobra Mens 3 4W BiO Cell
- Cobra S3 Fairway
- Cobra S3 Max Fairway
- Cobra Baffler Rail Fairway
- Cobra S2 OS
- Cobra S2 SN
- Cobra S9-1 Pro
- Cobra S9-1 F Speed
- Cobra S9-1 M Speed
- Cobra 2008 Speed LD
- Cobra Speed LD
- Cobra Speed Pro

Tillbehör
- Cobra Baffler Rail
- Cobra Baffler
- Cobra Baffler DWS
- Cobra Baffler TWS

Järnklubbor
- Cobra Amp Forged
- Cobra Amp
- Cobra S3 Pro
- Cobra S3
- Cobra S3 Max
- Cobra S2
- Cobra S2 Max
- Cobra S2 Forged
- King Cobra Pro MB
- King Cobra Pro CB
- Cobra 2009 S9
- Cobra 2008 SZ
- Cobra 2008 UFI
- Cobra Transition S

Wedgar
- Big Trusty Rusty Wedge
- Trusty Rusty Wedge

Putters
- Optica SL-01
- Optica SL-02
- Optica SL-03
- Optica SL-04
- Optica SL-05
- Optica SL-06